# Lino Lakes (Minnesota)
Lino Lakes es una ciudad ubicada en el condado de Anoka en el estado estadounidense de Minnesota. En el Censo de 2010 tenía una población de 20216 habitantes y una densidad poblacional de 235,01 personas por km².

## Geografía
Lino Lakes se encuentra ubicada en las coordenadas 45°10′4″N 93°5′6″O / 45.16778, -93.08500. Según la Oficina del Censo de los Estados Unidos, Lino Lakes tiene una superficie total de 86.02 km², de la cual 73.09 km² corresponden a tierra firme y (15.03%) 12.93 km² es agua.

## Demografía
Según el censo de 2010, había 20216 personas residiendo en Lino Lakes. La densidad de población era de 235,01 hab./km². De los 20216 habitantes, Lino Lakes estaba compuesto por el 90.86% blancos, el 2.72% eran afroamericanos, el 0.69% eran amerindios, el 3.73% eran asiáticos, el 0.08% eran isleños del Pacífico, el 0.35% eran de otras razas y el 1.57% pertenecían a dos o más razas. Del total de la población el 1.85% eran hispanos o latinos de cualquier raza.